# Tang Lang Quan

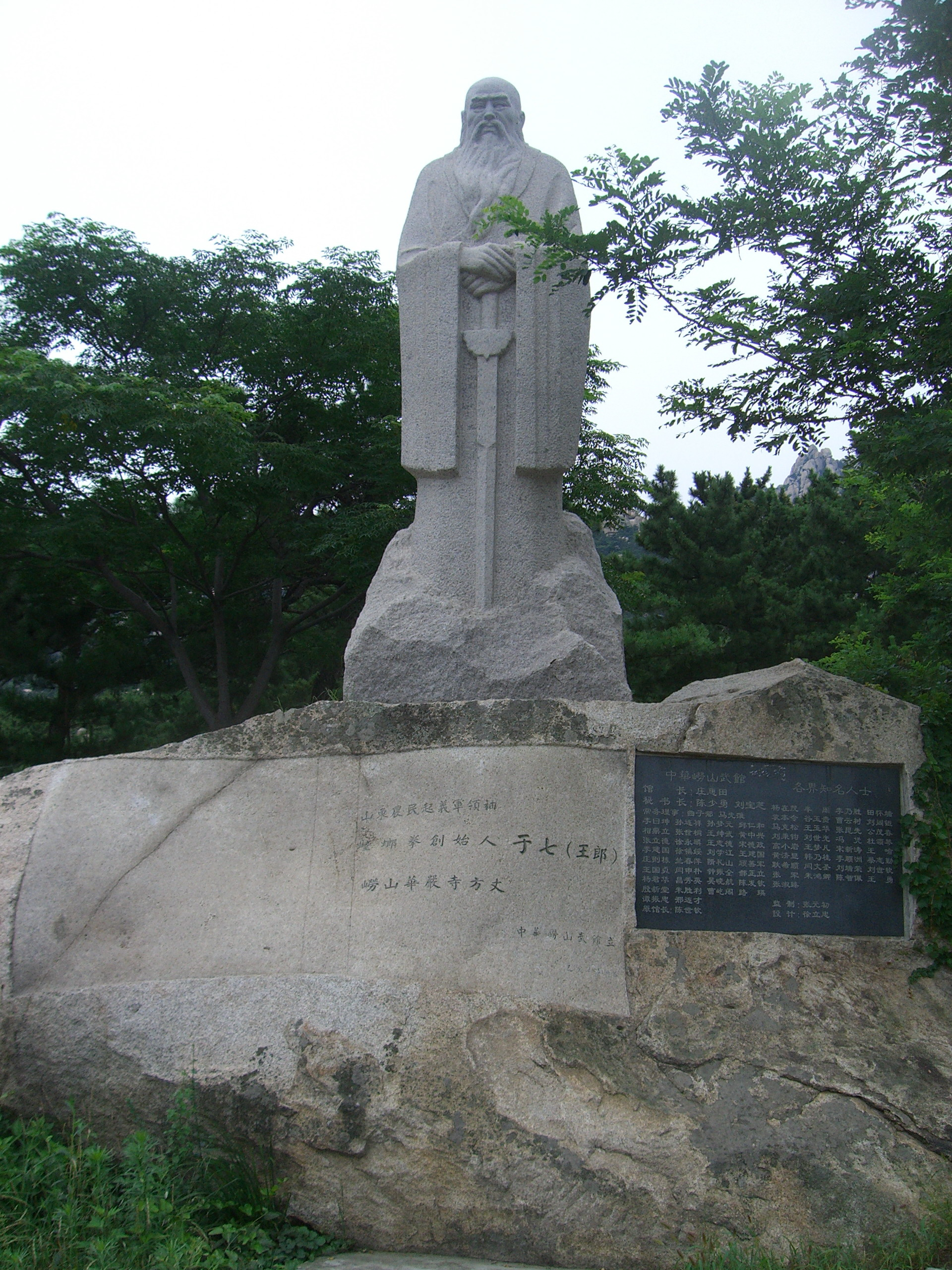
Wang Lang Statue (Gründer des Tang Lang Quan) in Lao Shan in der Shantung Provinz

Das Tang Lang Quan (chinesisch 螳螂拳, Pinyin tángláng quán, W.-G. Tang Lang Chuan, kantonesisch Tong Long Kuen – „Gottesanbeterinnen-Kung-Fu“) ist ein populärer chinesischer Kampfkunststil. Der Legende nach wurde der Stil von einem Mönch namens Wang Lang gegründet.
Das Tang Lang Quan aus Laiyang in der Provinz Shandong wurde in die Liste des immateriellen Kulturerbes der Volksrepublik China aufgenommen (Nr. 805).

## Entstehungslegende

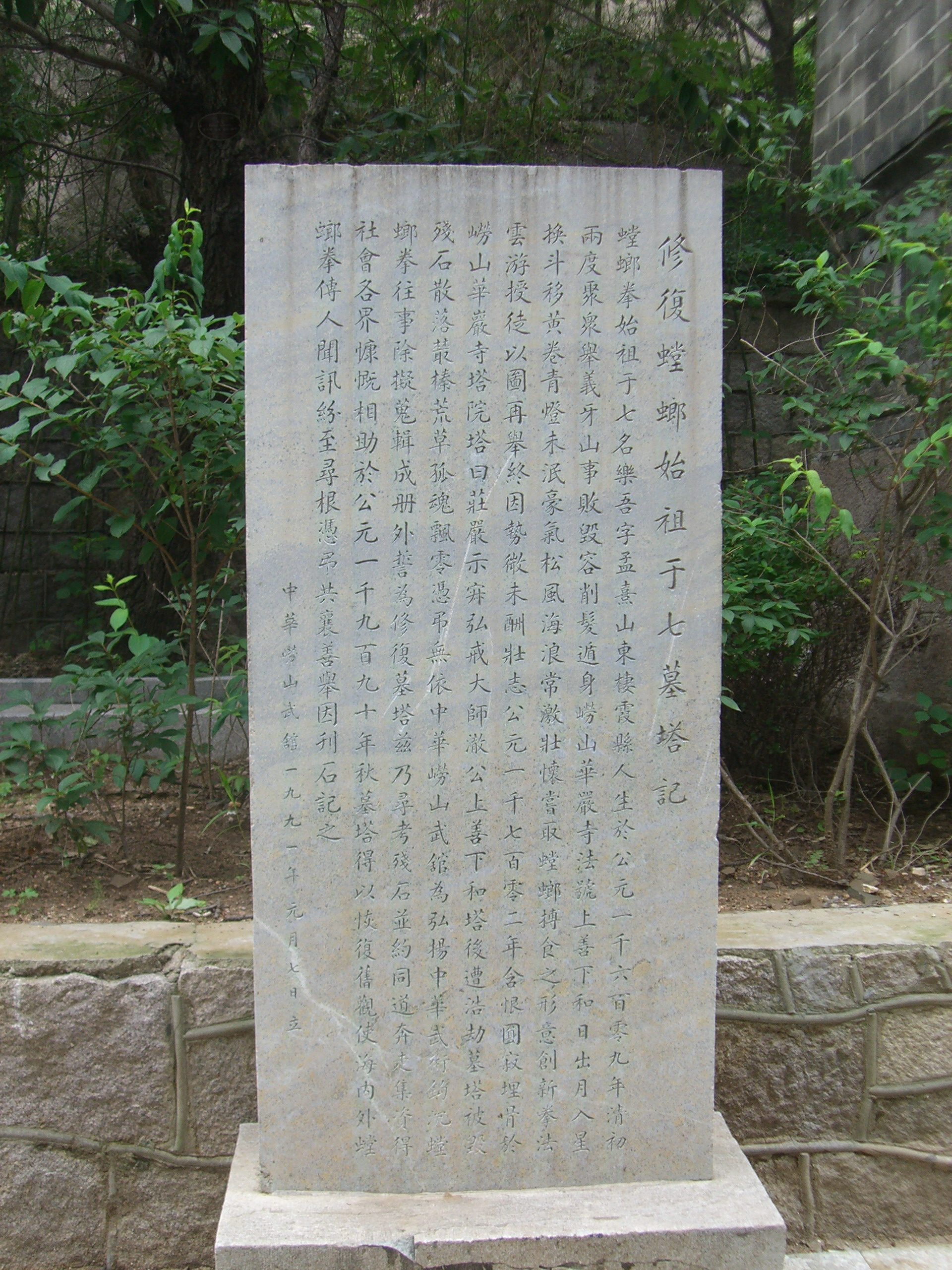
Gedenkstätte zur Restauration des Tang Lang nach den Ahnen der 7ten Generation

Der „Stil der Gottesanbeterin“ wurde laut einer Legende von Wang Lang, aus der Provinz Shandong, in der Zeit zwischen der Ming-Dynastie (1368–1644) und der Qing-Dynastie (1644–1911) im berühmten Shaolin-Kloster in China, Provinz Henan, entwickelt. 
Wang Lang war ein erfahrener Kämpfer und erfahren in 17 Kung-Fu-Stilen. Er reiste zum Shaolin-Kloster, um dort seine Kampffähigkeit zu testen. Obwohl er hart trainierte, konnte er die Mönche des Shaolin-Klosters jedoch nicht besiegen. Wang Lang zog sich zurück in einen nahegelegenen Wald. Dort beobachtete er bei einem Spaziergang einen Kampf zwischen einer Gottesanbeterin und einer Zikade. Die Gottesanbeterin schaffte es trotz ihrer viel geringeren Körpergröße, die Zikade zu besiegen. Wang Lang war beeindruckt. Er fing die Gottesanbeterin ein, um ihre Bewegungen zu studieren. Hieraus entwickelte er die Handtechniken des Stils. In seinen Stil nahm er die effektivsten Techniken aus 17 anderen Kung-Fu-Stilen auf. Um den schnellen Handbewegungen gerecht zu werden, entschied sich Wang Lang dazu, die Fußtechniken aus dem so genannten Affen-Stil zu übernehmen. Nachdem er seinen Stil trainiert und verinnerlicht hatte, kehrte Wang Lang zurück ins Kloster. Er schaffte es, in einem freundschaftlichen Turnier eine große Zahl der Mönche zu besiegen. Der Abt des Klosters war sehr begeistert.
Es gibt verschiedene Versionen der Entstehungslegende, die jedoch immer denselben Kern haben: Die Beobachtung des Kampfes zwischen Zikade und Gottesanbeterin und die darauffolgende Verarbeitung in einen neuen Stil. Ebenfalls immer erwähnt wird das Shaolin-Kloster: Manchmal wird Wang Lang als reiner Kämpfer, manchmal als (Shaolin-)Mönch dargestellt. Zum Teil geht es um einen Konflikt mit einem Sihing (einem höheren Schüler), zum Teil um den Wettkampf in einem freundschaftlichen Turnier. Teilweise besiegt Wang Lang einen, eine große Zahl oder alle Mönche. Oft wird Wang Lang ebenfalls als Mönch des Klosters bezeichnet, was aber nicht der Wahrheit entspricht.
Eine Statue zu Ehren von Wang Lang sowie eine Gedächtnisstätte zur Restauration des Tang Lang Quan befinden sich in Lao Shan.

## Verbreitung
Ab dem 17. Jahrhundert verbreitete sich der Stil rasant in China. Vor allem im Norden Chinas wurde der Gottesanbeterin-Stil praktiziert; im Süden wurde der Stil erst später gelehrt. Von Hongkong aus gelangte der Stil nach Europa und die USA.
Heute erfreut sich der Stil einer großen Popularität; weltweit gibt es Schulen, welche die verschiedenen Stilrichtungen des Gottesanbeterin-Stils lehren. Nicht nur unter chinesischen Kampfkünstlern gilt der Gottesanbeterin-Stil als einer der aggressivsten chinesischen Stile.

## Entwicklung des Stils
Im Laufe der Zeit hat sich der Stil der Gottesanbeterin in verschiedene Stilrichtungen weiterentwickelt. Hieraus ergibt sich die heutige Einteilung des Stils:
Hauptstile:
- Qi Xing Tang Lang Quan: Sieben-Sterne-Gottesanbeterin-Kung-Fu (chinesisch 七星螳螂拳, kantonesisch Chat Sing Tong Long Kuen)
- Mei Hua Tang Lang Quan: Pflaumenblüten-Gottesanbeterin-Kung-Fu (chinesisch 梅花螳螂拳, kantonesisch Mui Fa Tong Long Kuen)
- Liu He Tang Lang Quan: 6-Harmonien-Gottesanbeterin-Kung-Fu (chinesisch 六和螳螂拳, kantonesisch Lok Hup Tong Long Kuen)
- Ba Bu Tang Lang Quan: 8-Schritte-Gottesanbeterin-Kung-Fu (chinesisch 八步螳螂拳, kantonesisch Baat Bou Tong Long Kuen)

Dazu weitere, weniger bekannte Unterstile:
- Chang Quan Tang Lang
- Baji Tang Lang
- Guang Ban Tang Lang
- Mi Men Tang Lang
- Tong Bei Tang Lang
- Taiji Tang Lang
- Taiji Meihua Tang Lang
- Shenji Tang Lang
- Wah Lum Tang Lang
- Yuan Yang Tang Lang

Die Gründe für die Entstehung der verschiedenen Stilrichtungen sind vielfältig. Oft liegt ein Generationswechsel mit neuen Schwerpunkten in den vermittelten Prinzipien des Stiles vor. Dennoch sind bestimmte Prinzipien des Tang Lang Quan in allen Unterstilen zu finden. Siehe dazu Training.
Die Weiterentwicklung der Unterstile hat auch in der heutigen Zeit nicht Halt gemacht. So gibt es sowohl in China als auch in Europa und besonders in den USA viele Abweichungen und „neu“ geschaffene Unterstile, deren Unterschiede zu den genannten Hauptstilen oft nur marginal sind.

## Training
Neben den allgemein bekannten Übungsinhalten im Kampfsport und der Kampfkunst, (wie Kraft-, Ausdauer-, Gleichgewichtstraining, Gymnastik, Anwendungen und Kampftraining etc.) sind insbesondere die in allen Unterstilen vorkommenden Prinzipien und Methoden für das Tang Lang Quan entscheidend. Sind Begriffe wie Shenfa (Körpereinsatz), Bufa (Schrittarbeit), Quanfa (Handtechniken), Tuifa (Tritttechniken), Yongfa (Anwendungen) in allen traditionellen Kung Fu-Stilen zu finden, ist die Art der Ausführung und Anwendung in den einzelnen Stilen natürlich unterschiedlich. So gibt es im Tang Lang Quan einen Kanon an traditionellen Übungsmethoden und überlieferten Prinzipien wie zum Beispiel:
- Ba Shi – die acht Positionen
- Ba Zhou – die acht Ellbogen
- Ba Gang – die acht harten Methoden
- Shi Er Rou – die zwölf weichen Methoden
- Ba Duan / Qi Chang – die acht kurzen und sieben langen Techniken
- Shi Er Zi Jue – die zwölf Schlüsselbegriffe
- Wu Nei Xing – die fünf inneren Elemente
- Wu Wai Xing – die fünf äußeren Elemente

Die Ausführungen der Techniken sind offen und lassen viel Raum, um den eigenen Stil zu vermitteln. Die eigentlichen Prinzipien hinter den Techniken sind jedoch immer gleich.